# Zoutleeuw

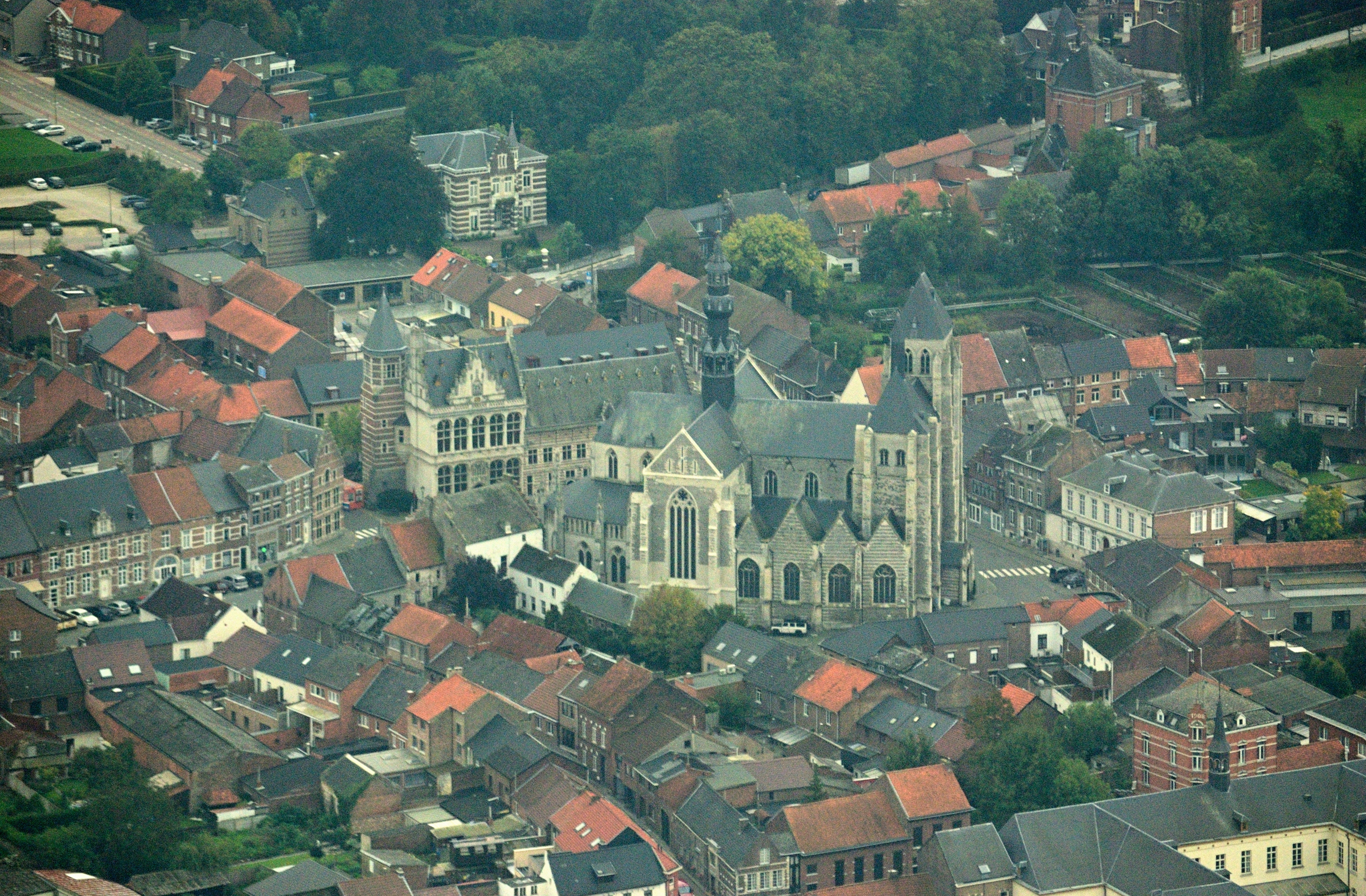
Centrum van Zoutleeuw met stadhuis en Sint-Leonarduskerk

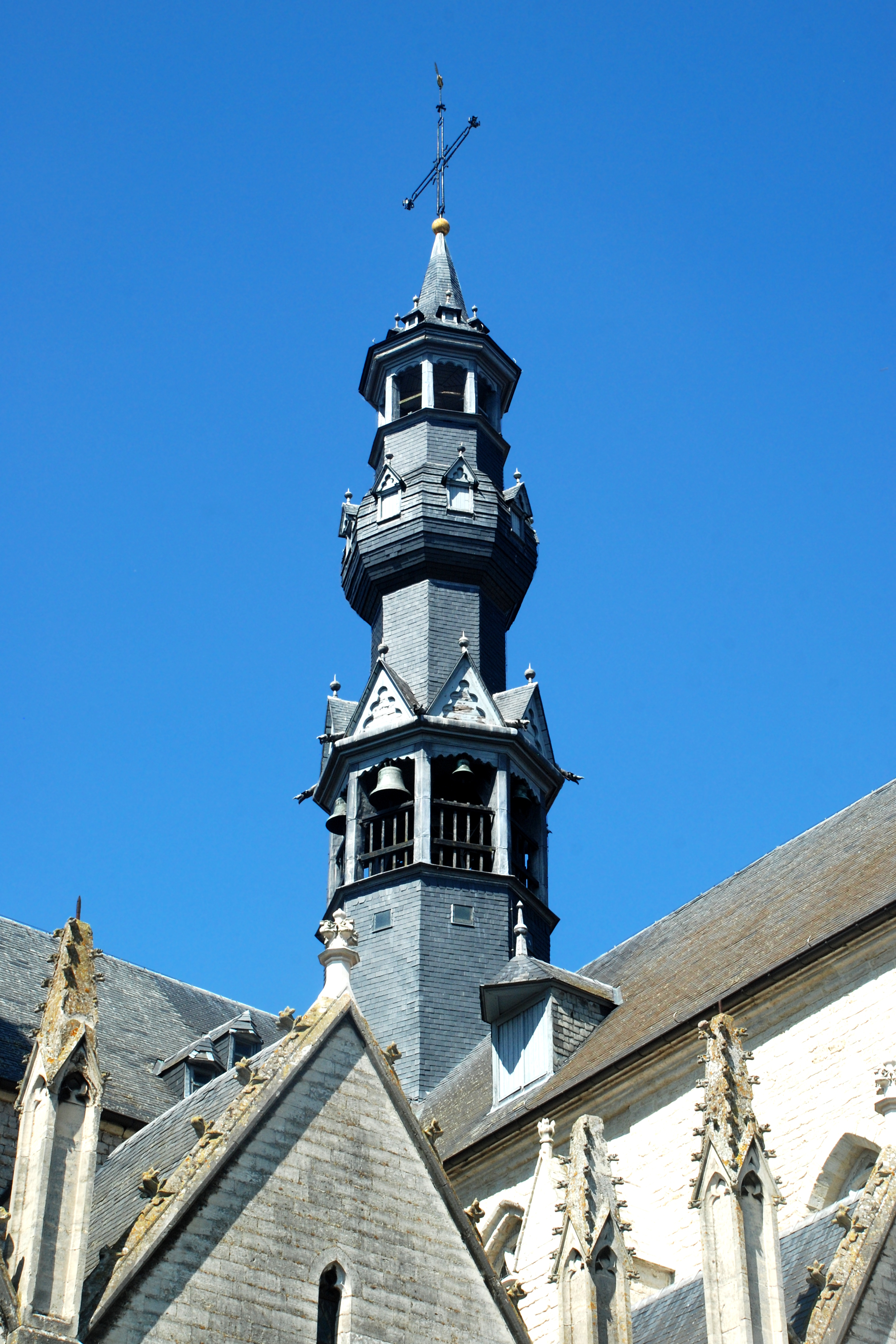
De kruisingstoren van de Sint-Leonarduskerk

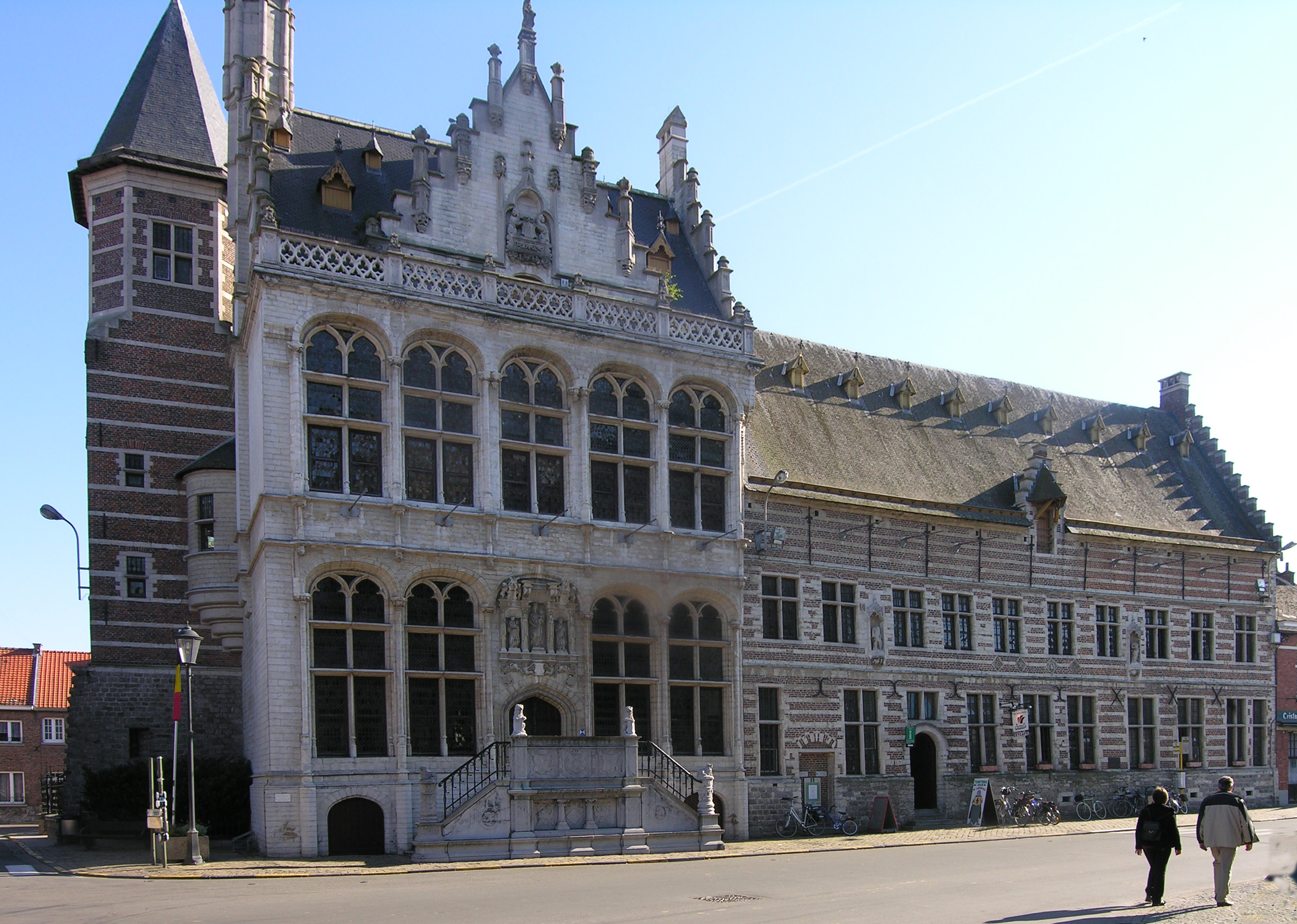
Het stadhuis (links) en het vleeshuis

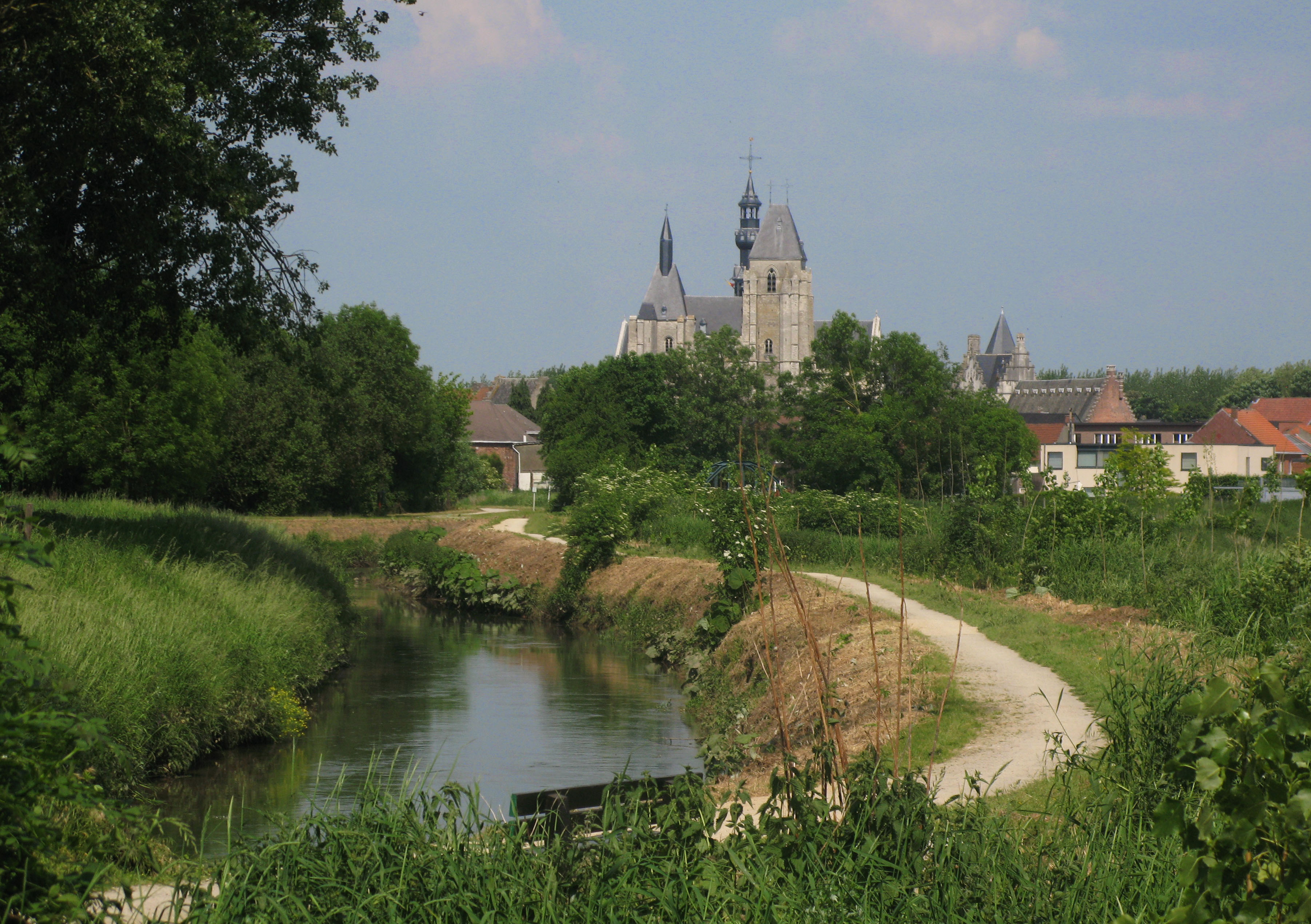
Zoutleeuw aan de Kleine Gete

Zoutleeuw (Frans: Léau) is een stad in de Belgische provincie Vlaams-Brabant. De stad ligt op de grens van het Hageland, Vochtig-Haspengouw en Haspengouw, in het oosten van de provincie, en telt ruim 8000 inwoners. De inwoners worden Leeuwenaars genoemd.

## Geschiedenis
Tot in de 16e eeuw heette de stad eenvoudigweg Leeuw. De oudst overgeleverde vorm uit 980 luidt leuua. Hij komt uit het Germaans hlaiwa, een accusatief meervoud. 'Hlaiwa' of 'Leeuw' betekent "bij de grafheuvels". De tot heden oudst gevonden vorm met "zout" dateert van 1533. In dit jaar werd Guilelmus van Ottenborch van Soutleu ingeschreven aan de universiteit te Leuven. Zoutleeuw was een havenstad aan de Kleine Gete waar klipzout uit de Vogezen werd ingevoerd.
De stad lag langs de belangrijke handelsweg die in het midden van de 12e eeuw werd voltooid en die Keulen met Brugge verbond. Handelaren uit de Republiek Venetië en de Republiek Genua, op weg naar Brugge, openden er een bank.
Een eerste verdedigingsmuur werd rond 1130 gebouwd. In 1312 werd Zoutleeuw krachtens het Charter van Kortenberg een van de zeven "vrije steden" van Brabant, dat wil zeggen dat het een zetel kreeg in de nieuwgevormde grafelijke Raad. De stad ontving belangrijke privileges van de hertogen van Brabant maar moest in ruil het grondgebied verdedigen tegen invallen van het nabijgelegen prinsbisdom Luik. Om die reden werd volgens geschiedschrijver Gramaye rond 1330 een tweede ringmuur gebouwd.
De stad was bekend om haar lakenindustrie. Het Leeuwse laken werd in het Maas- en Rijnland en in Engeland en Frankrijk verhandeld. Concurrentie van laken uit Engeland zorgde in de 15e eeuw voor de neergang van het Leeuwse laken. Die neergang werd versterkt door de opkomst van Tienen als handelscentrum, toen de Gete in 1525 tot in die stad bevaarbaar werd.
De stad ontsnapte zowel aan de beeldenstorm in de 16e eeuw als aan de godsdiensthaat van de Franse Revolutie. Een overstroming in 1573 bracht niet alleen de pest in de stad maar berokkende ook veel materiële schade. De inwoners hadden te lijden van een groot Spaans garnizoen dat in 1578 in de stad was gelegerd.
De aan de zuidzijde van de stad gebouwde citadel kon de stad niet vrijwaren van krijgsgeweld. Men zette gebieden onder water om de stad te beschermen maar het verlies van weilanden en pachthoven bracht alleen maar armoede en ziekte. In de 17e eeuw brak drie keer een grote brand uit, waarbij die van 1676 meer dan honderd huizen in de as legde.
Het stadje werd in 1678 en 1701 door de troepen van Lodewijk XIV van Frankrijk geplunderd en bezet. Na de bevrijding door middel van zware beschietingen door de geallieerden in 1705 vond Zoutleeuw rust en vrede in de Oostenrijkse Nederlanden alhoewel keizer Jozef II de talrijke kloosterorden die er zich gevestigd hadden niet spaarde.
Zoutleeuw verloor zijn betekenis als voorpost tegen de bedreiging van het prinsbisdom Luik toen de Fransen Brabant en Luik annexeerden. De tijd onder het Verenigd Koninkrijk der Nederlanden bracht opnieuw welvaart. Bij de onafhankelijkheid van België verloor Zoutleeuw zijn stadstitel. Pas in 1985 kreeg de plaats die terug.

## Geografie

### Deelgemeenten
| # | Naam              | Opp. (km²) | Inwoners (2020) | Inwoners per km² | NIS-code |
| - | ----------------- | ---------- | --------------- | ---------------- | -------- |
| 1 | Zoutleeuw         | 9,84       | 2.731           | 278              | 24130A   |
| 2 | Budingen          | 12,32      | 2.599           | 211              | 24130E   |
| 3 | Dormaal           | 4,70       | 758             | 161              | 24130D   |
| 4 | Halle-Booienhoven | 12,45      | 1.963           | 158              | 24130C   |
| 5 | Helen-Bos         | 7,54       | 524             | 69               | 24130B   |

## Bezienswaardigheden
Zoutleeuw is een kleine stad in oppervlakte, maar het bouwkundig erfgoed getuigt van een rijk verleden als handelsstad.
- De Sint-Leonarduskerk op de Grote Markt, een van de weinige kerken in België met een intact gebleven laat-gotisch interieur. De Sint-Barbaratoren van de kerk behoort sinds 1999 tot het Werelderfgoed van de UNESCO.
- Het Stadhuis, gebouwd door Rombout II Keldermans vanaf 1529. Het werd ingewijd in 1538.
- Het Vleeshuis van Zoutleeuw, ten onrechte "de Lakenhalle" genoemd. Het Vleeshuis bestond al in de 13e eeuw. In het Vleeshuis bevonden zich vleesbanken, die erfelijk waren. Ze werden net als onroerend goed beschreven met reengenoten. Over de bouwgeschiedenis is nog weinig bekend. Waarschijnlijk werd het Vleeshuis herbouwd in de tijd dat het schitterende stadhuis tot stand kwam. De drie gilden en de Tafel van de H. Geest maakten van het Vleeshuis gebruik.
- Het Lakenhuis, in het archief zelden Lakenhalle genoemd, grensde aan de Spiegel, en lag dus in de Bogaardenstraat. De naam Lakenhuis verdwijnt uit het archief in de 17e eeuw. Het woord Lakenhalle duikt opnieuw op rond 1890 en duidt dan verkeerdelijk het Vleeshuis aan naast het stadhuis. Op de plaats van het voormalige Lakenhuis staat heden een grote boerderij.
- Restanten in het landschap achter het voetbalveld van de Spaanse citadel; een complex dat in de 18e eeuw 20 hectare in beslag nam.
- De Bethaniënschuur is het enige overblijfsel van het klooster van Bethaniën of Sint-Maria-Magdalena. Dit klooster van de reguliere kanunnikessen van Sint-Augustinus werd gesticht in 1478. In 1796 werd de priorij opgeheven. Op 26 september 1798 gingen de goederen van Bethania over naar Arnoldus Leonardus Coenen. Enkel de ingevallen schuur bleef over (en de Bethaniakapel in Helen-Bos).
- De Rode Leeuw, een voormalige herberg naast het Stadhuis. De naam komt voor in 1528. Dit huis had een lubbe (vooruitstekende verdieping) waarvoor aan de hertog belasting moest worden betaald. In 1879 verdween de bouwvallige hoekwoning, die zijn naam toen al lang had verloren. Wat nu de Rode Leeuw wordt genoemd, is eigenlijk het Wijnhuis. Het Wijnhuis is het hoekhuis op de Grote Markt 12. In de week van Sinksen in 1526 vierden de burgemeester en de schepenen feest int wynhuys om de bouw van het stadhuis te vieren. Het Wijnhuis was eigendom van de stad en heette daarom in 1507 ook der stad wynhuys (Stadswijnhuis). Dit hoekhuis werd later het KBC-hoofdkantoor. Het werd voorheen ten onrechte vereenzelvigd met de Rode Leeuw. Bij de restauratie in 1974-1976 werden vier houten kuipen ontdekt, met een doorsnede van twee meter. Al in de 16e eeuw ging het Wijnhuis in particuliere handen over. In 1787 was de eigenaar Jan Stiers, die het "vermangeld" had met Jacobus Pluymers. Wellicht had deze, met een woordspeling, het vroegere Wijnhuis bedacht met de naam Witte Pluim.
- De Spiegel, op de Grote Markt 23, ten onrechte "Spiegelhuis" genoemd. De bouwdatum is onbekend. Oude prentkaarten geven 1471. Recentere publicaties houden het op 1571, maar met voorbehoud. De oudst bekende eigenares van het hoekhuis was Hildegund van Linter. In april 1358 droeg zij het vruchtgebruik op het huis naast het Lakenhuis over aan haar kinderen. In 1600 komt de eerste keer de naam Spiegel voor. De woning in bak- en zandsteenbouw met renaissance-elementen werd in 1962 gerestaureerd. Het was een herberg.
- Huisnamen. Zoals elke stad had Zoutleeuw kleurrijke huisnamen. Veel huizen in de Truderstraat werden afgebroken voor de bouw van de citadel. Maar in het centrum bestaan nog diverse huizen die vroeger een eigen naam hadden. Op de Grote Markt stonden: Prins van Luik (1), Drie Koningen (4), Huis van Santerein of Walsbergehuis (Grote Markt 5-6-7 en Ridderstraat 2-4), Wildeman (8-9), Drie Haringen (10), Wijnhuis of Stadswijnhuis (12), Klein Antwerpen (13-14), Spiegel (23), Valk (26-27), Drie Kronen (28), Keizer of Ooievaar (29).
- Het voormalige Gasthuis der Grauwzusters, nu OCMW.
- De kapel Onze-Lieve Vrouw van de Osseweg van 1538, een bedevaartsoord aan de Ossenwegstraat. In 1538 werd Gilis vander Hoeven, alferis of vaandeldrager uit Antwerpen, van zijn krukken verlost. Onze-Lieve-Vrouw van de Osseweg werd vooral vereerd om van breuken te genezen.
- Het Heksenkot, een vervallen gebouw achter het nieuwe stadhuis. Het is een restant van de tweede toren boven de oude Sint-Truidensepoort, te zien op een kaart van Jacob van Deventer uit circa 1550. Hij werd rond 1330 gebouwd. In 1889 verhoogde notaris Gustave Fineau de restanten met een bouwsel, louter bedoeld als amusementsruimte. Rond het gebouw zijn de initialen G en F, en de getallen 1, 8, 8 en 9 te zien, die samen het jaartal 1889 vormen.[2]

## Natuur en landschap
Zoutleeuw ligt op de grens van het Hageland en de Haspengouw. De hoogte bedraagt 25-45 meter. De stad ligt aan de Kleine Gete die in noordelijke richting stroomt.
Het Provinciedomein Het Vinne ligt ten noordoosten van de kern en is een uitgestrekt natuurgebied en enig natuurlijke meer in Vlaanderen. Het Vinne ontstond door het uitsteken van turf door de monniken van de Parkabdij. De eigenaar Henri de Pitteurs kreeg in 1841 de toestemming om het meer droog te leggen.

## Demografische ontwikkeling

### Demografische evolutie voor de fusie
- Bronnen:NIS, Opm:1831 tot en met 1970=volkstellingen

### Demografische ontwikkeling van de fusiegemeente
Alle historische gegevens hebben betrekking op de huidige gemeente, inclusief deelgemeenten, zoals ontstaan na de fusie van 1 januari 1977.
- Bronnen:NIS, Opm:1831 tot en met 1981=volkstellingen; 1990 en later= inwonertal op 1 januari

| Inwoners van jaar tot jaar op 1 januari 1992 tot heden | Inwoners van jaar tot jaar op 1 januari 1992 tot heden | Inwoners van jaar tot jaar op 1 januari 1992 tot heden |
| jaar                                                   | Aantal                                                 | Evolutie: 1992=index 100                               |
| ------------------------------------------------------ | ------------------------------------------------------ | ------------------------------------------------------ |
| 1992                                                   | 7.748                                                  | 100,0                                                  |
| 1993                                                   | 7.746                                                  | 100,0                                                  |
| 1994                                                   | 7.728                                                  | 99,7                                                   |
| 1995                                                   | 7.735                                                  | 99,8                                                   |
| 1996                                                   | 7.676                                                  | 99,1                                                   |
| 1997                                                   | 7.750                                                  | 100,0                                                  |
| 1998                                                   | 7.739                                                  | 99,9                                                   |
| 1999                                                   | 7.767                                                  | 100,2                                                  |
| 2000                                                   | 7.791                                                  | 100,6                                                  |
| 2001                                                   | 7.796                                                  | 100,6                                                  |
| 2002                                                   | 7.798                                                  | 100,6                                                  |
| 2003                                                   | 7.832                                                  | 101,1                                                  |
| 2004                                                   | 7.869                                                  | 101,6                                                  |
| 2005                                                   | 7.891                                                  | 101,8                                                  |
| 2006                                                   | 7.947                                                  | 102,6                                                  |
| 2007                                                   | 7.983                                                  | 103,0                                                  |
| 2008                                                   | 8.051                                                  | 103,9                                                  |
| 2009                                                   | 8.160                                                  | 105,3                                                  |
| 2010                                                   | 8.195                                                  | 105,8                                                  |
| 2011                                                   | 8.239                                                  | 106,3                                                  |
| 2012                                                   | 8.252                                                  | 106,5                                                  |
| 2013                                                   | 8.278                                                  | 106,8                                                  |
| 2014                                                   | 8.292                                                  | 107,0                                                  |
| 2015                                                   | 8.324                                                  | 107,4                                                  |
| 2016                                                   | 8.364                                                  | 108,0                                                  |
| 2017                                                   | 8.446                                                  | 109,0                                                  |
| 2018                                                   | 8.498                                                  | 109,7                                                  |
| 2019                                                   | 8.480                                                  | 109,4                                                  |
| 2020                                                   | 8.575                                                  | 110,7                                                  |
| 2021                                                   | 8.531                                                  | 110,1                                                  |
| 2022                                                   | 8.591                                                  | 110,9                                                  |
| 2023                                                   | 8.668                                                  | 111,9                                                  |
| 2024                                                   | 8.734                                                  | 112,7                                                  |
| 2025                                                   | 8.766                                                  | 113,1                                                  |

## Archeologen aan het werk in de stad
Bij de kanalisering van de rivier in 1994 werd archeologisch materiaal aangetroffen. In de vroegere binnenhaven werden restanten van zeevissen zoals schelvis, pladijs en haring gevonden en schelpen van oester, kokkel en mossel. Archeologen vonden grote hoeveelheden schoenzolen, keramiek en aardewerk uit vroegere tijden. Men kwam meer te weten over de constructie en het traject van de twee verdedigingsmuren en over de ingeplante verdedigingstorens. Men stootte op resten van een waterpoort die op dezelfde plaats werd gereconstrueerd.

## Evenementen
- Stak-het-Oep, een Driekoningenfeest op 6 januari. 'Stak-het-Oep' is Leeuws dialect voor 'Steek-het-Op'. Kinderen gaan dan door de donkere straten (voor dit feest worden de lichten in en rond het centrum van Zoutleeuw voor bepaalde tijd gedoofd en vervangen door kaarsen) al zingend van deur tot deur, verkleed als de Drie Koningen (beter bekend als de Drie Wijzen). Op het oude stadhuis op de markt worden dan verkiezingen georganiseerd voor onder meer de mooiste groep, de mooiste biet en voor de groep die "van verre kwamen".
- De Sint-Leonardusprocessie, een sacramentsprocessie op Pinkstermaandag. Deze traditie gaat terug tot 1274.
- Processie Lieve-Vrouw van de Osseweg (zondag na 8 september).

## Gastronomie
Zoutleeuw heeft als kenmerkende gerechten Leeuwse kaastaart, Leeuws drupke, vlamkoekjes, speculaas en boerenworst.

## Politiek

#### 2013-2018
Aan het hoofd van coalitie tussen CD&V en Open VLD stond Boudewijn Herbots (CD&V). Samen hadden de twee partijen 12 zetels. Sp.a en N-VA waren de twee oppositiepartijen met respectievelijk 4 en 3 verkozenen. Tijdens de legislatuur slankte de N-VA-fractie af tot 1 oppositielid, de twee anderen zetelden als onafhankelijke.

#### 2019-2024
Bij de verkiezingen van 14 oktober 2018 haalden de christendemocraten van burgemeester Herbots een meerderheid, met 12 van de 19 zetels. Bijgevolg hoefde de partij geen coalitie te sluiten. In december 2022 werd Boudewijn Herbots als burgemeester opgevolgd door zijn partijgenoot Guy Dumst.

#### 2024-2030
Bij de verkiezingen van 13 oktober 2024 behaalde CD&V opnieuw een absolute meerderheid in Zoutleeuw, met 16 op 19 zetels. Guy Dumst bleef burgemeester.

#### Schepencollege
Het college van burgemeester en schepenen bestaat sinds 6 december 2024 uit:
| Bevoegdheden | Bevoegdheden | Naam           | Partij |
| ------------ | --- | -------------- | ------ |
|              | Burgemeester Veiligheid en Openbare Orde, Personeel en Organisatie, Erediensten, Erfgoed, Burgerlijke Stand, Intergemeentelijke samenwerking, Jumelage, Informatie en Communicatie en Toerisme | Guy Dumst      | CD&V   |
|              | Eerste schepen Openbare Werken, Begraafplaatsen, Plantsoenen en Bebloeming, Bermbeheer en Grachten, Milieu, Afvalbeleid, Duurzaamheid, Landbouw en Dierenwelzijn                               | Raf Lambeets   | CD&V   |
|              | Tweede schepen Sport, Cultuur, Jeugd, Onderwijs, Bibliotheek, Academie, Evenementen en Financiën                                                                                               | Annita Reniers | CD&V   |
|              | Derde schepen Ruimtelijke Ordening, Grond- en Woonbeleid, Patrimonium, Mobiliteit, KMO, Middenstand en Storzo                                                                                  | Leen Arnauts   | CD&V   |
|              | Vierde schepen Voorzitter BCSD, Welzijn, Gelijke Kansen, Gehandicaptenbeleid, Buitenschoolse Kinderopvang, Ontwikkelingssamenwerking, Seniorenwerking en Kansarmoede                           | Anne Cooremans | CD&V   |

### Resultaten gemeenteraadsverkiezingen sinds 1976
| Partij               | Partij                                   | 10-10-1976 | 10-10-1976 | 10-10-1982 | 10-10-1982 | 9-10-1988 | 9-10-1988 | 9-10-1994 | 9-10-1994 | 8-10-2000 | 8-10-2000 | 8-10-2006 | 8-10-2006 | 14-10-2012 | 14-10-2012 | 14-10-2018 | 14-10-2018 | 13-10-2024 | 13-10-2024 |
| Stemmen / Zetels     | Stemmen / Zetels                         | %          | 19         | %          | 19         | %         | 19        | %         | 19        | %         | 19        | %         | 19        | %          | 19         | %          | 19         | %          | 19         |
| -------------------- | ---------------------------------------- | ---------- | ---------- | ---------- | ---------- | --------- | --------- | --------- | --------- | --------- | --------- | --------- | --------- | ---------- | ---------- | ---------- | ---------- | ---------- | ---------- |
|                      | CVP1/ CD&V2                              | 32,981     | 7          | 28,21      | 5          | 33,821    | 6         | 37,341    | 7         | 35,71     | 8         | 35,882    | 8         | 38,382     | 8          | 48,42      | 12         | 69,52      | 16         |
|                      | PVV1/ VLD2/ Open Vld3/ Samen Zoutleeuw!A | 41,321     | 9          | 45,661     | 10         | 43,461    | 9         | 32,892    | 6         | 30,732    | 7         | 24,612    | 5         | 21,613     | 4          | 18,03      | 3          | 7,3A       | 0          |
|                      | SP1/ sp.a2/ Samen Zoutleeuw!A            | 19,21      | 3          | 17,221     | 3          | 22,161    | 4         | 29,761    | 6         | 21,971    | 4         | 22,902    | 4         | 21,362     | 4          | 13,92      | 2          | 7,3A       | 0          |
|                      | VU1/ N-VA2                               | 4,821      | 0          | -          |            | -         |           | -         |           | -         |           | 3,222     | 0         | 16,132     | 3          | 13,42      | 2          | 15,22      | 2          |
|                      | B Plus                                   | -          |            | -          |            | -         |           | -         |           | -         |           | -         |           | -          |            | -          |            | 7,9        | 1          |
|                      | AGALEV1/ Groen2                          | -          |            | -          |            | -         |           | -         |           | 2,931     | 0         | -         |           | -          |            | 6,42       | 0          | -          |            |
|                      | Vlaams Blok1/ Vlaams Belang2             | -          |            | -          |            | -         |           | -         |           | 6,441     | 0         | 13,402    | 2         | -          |            | -          |            | -          |            |
|                      | GMB                                      | -          |            | 8,92       | 1          | -         |           | -         |           | -         |           | -         |           | -          |            | -          |            | -          |            |
|                      | Anderen(*)                               | 1,68       | 0          | -          |            | 0,55      | 0         | -         |           | 2,23      | 0         | -         |           | 2,53       | 0          | -          |            | -          |            |
| Totaal stemmen       | Totaal stemmen                           | 5626       | 5626       | 5810       | 5810       | 5991      | 5991      | 6070      | 6070      | 6020      | 6020      | 6163      | 6163      | 6269       | 6269       | 6439       | 6439       | 4626       | 4626       |
| Opkomst %            | Opkomst %                                |            |            |            |            | 97,84     | 97,84     | 96,7      | 96,7      | 94,89     | 94,89     | 96,01     | 96,01     | 93,89      | 93,89      | 94,8       | 94,8       | 66,5       | 66,5       |
| Blanco en ongeldig % | Blanco en ongeldig %                     | 1,58       | 1,58       | 2,22       | 2,22       | 3,22      | 3,22      | 4,84      | 4,84      | 3,77      | 3,77      | 4,19      | 4,19      | 3,65       | 3,65       | 5,2        | 5,2        | 1,7        | 1,7        |

De zetels van de gevormde coalitie staan vetjes afgedrukt. De grootste partij is in kleur.
(*) 1976: RK / 1988: ANDERS / 2000: V.D. / 2012: Lijst Stands Belang

## Geboren
- Emiel Vliebergh (1872-1925), jurist, econoom en Vlaams voorman

## Overleden
- Pierre Vincent Bets (1822-1897), priester en geschiedkundige
- Fanny Godin (1902-2014), oudste levende persoon van België van 11 mei 2012 tot 7 september 2014.

## Partnersteden
- Zundert (Nederland)

## Overige
- Sint-Leonardus is de patroonheilige van Zoutleeuw.

## Nabijgelegen kernen
Helen-Bos, Runkelen, Duras, Booienhoven, Halle, Dormaal, Melkwezer, Drieslinter, Budingen